# Werkstatt für Weberei am Bauhaus
Die Werkstatt für Weberei, auch als Textilwerkstatt bezeichnet, war eine Werkstatt am Staatlichen Bauhaus. Sie bestand von 1919 bis 1933, zunächst in Weimar und ab 1925 in Dessau. In der Werkstatt wurden überwiegend Frauen ausgebildet. Sie war eine der erfolgreichsten und produktivsten Werkstätten am Bauhaus.

## Beschreibung
Vorläufer der Weberei war eine Frauenklasse, die 1919 geschaffen wurde, um die zahlreichen Frauen unterzubringen, die sich um Aufnahme ins Bauhaus beworben hatten. Seitens des Bauhauses war es nicht vorgesehen, alle Ausbildungsplätze zur Hälfte mit Frauen und Männern zu belegen. 1920 wurde die Frauenklasse in die Klasse für Textil überführt. In sie konnten auch Männer eintreten, was aber die Ausnahme blieb. Oskar Schlemmer spottete über die Weberei folgendermaßen:
„Wo Wolle ist, ist auch ein Weib, das webt, und sei es nur zum Zeitvertreib“

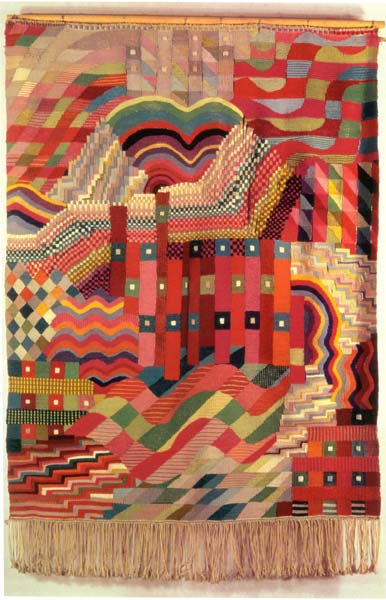
Wandteppich von Gunta Stölzl, 1927/1928

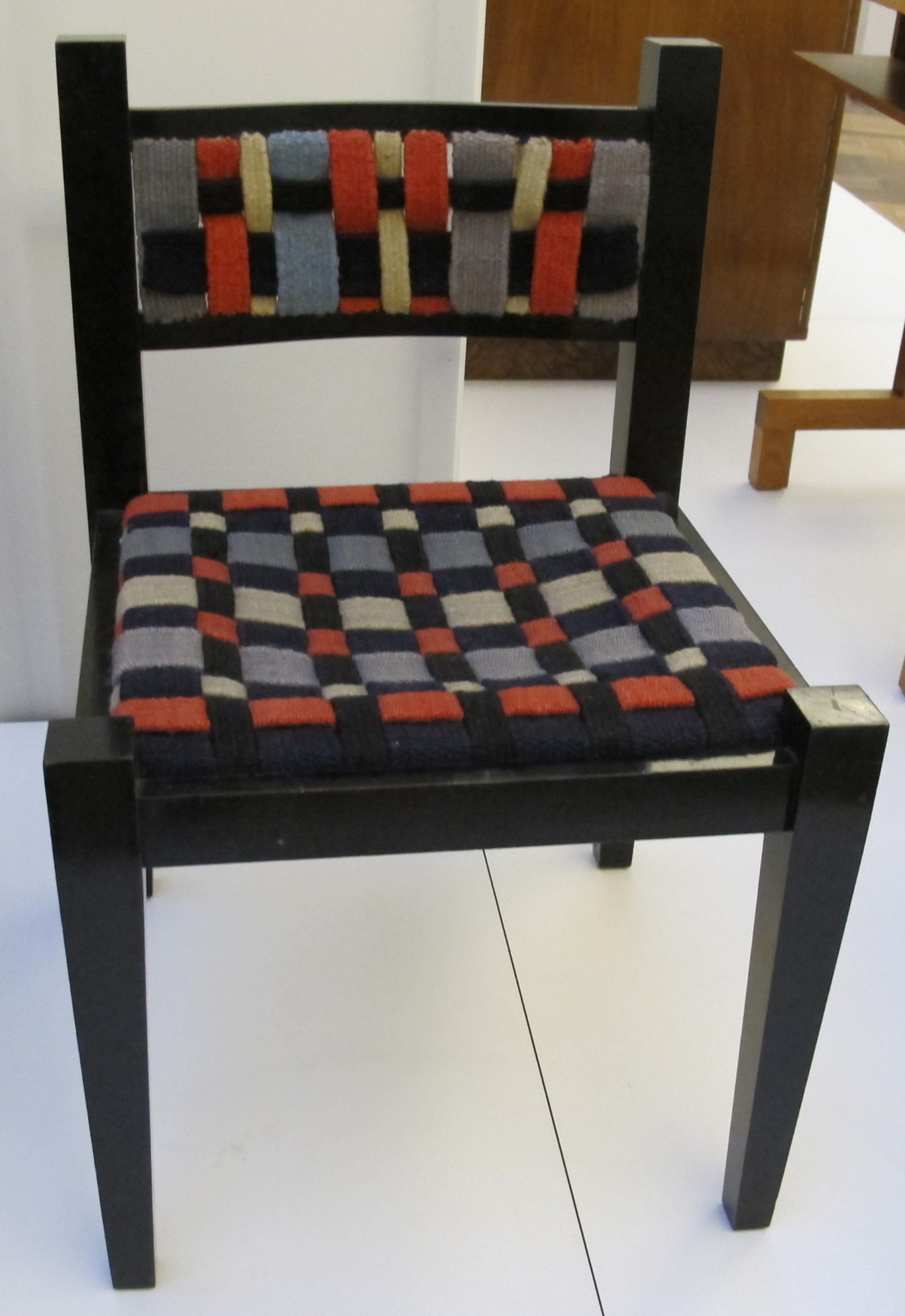
Textilarbeit von Gunta Stölzl auf einem Marcel Breuer-Stuhl, 1922

Handwerkliche Leiterin war bis 1925 Helene Börner, die 1925 am Ende der Weimarer Zeit des Bauhauses ausschied. In Dessau übernahm Gunta Stölzl die Leitung der Werkstatt, der ab 1931 Lilly Reich folgte. Formmeister der Werkstatt war ab 1919 Johannes Itten und ab 1921 bis 1927 Georg Muche.
In der Werkstatt für Weberei wurden traditionell handwerkliche und auch industrielle Webtechniken erprobt. Das Tätigkeitsziel der Werkstatt war nicht die Herstellung individueller und künstlerisch gestalteter Einzelstücke. Angestrebt wurde reproduzierbare Stoffe und Muster, so dass sich in der Werkstatt allmählich ein Wandel von der Handweberei zum Textildesign vollzog. Im Jahr 1920 war die Weberei mit sieben Gesellinnen und 14 Lehrlingen die personell am stärksten besetzte Werkstatt des Bauhauses. Nachdem die Weberei 1920 mit der Textilklasse fusioniert war, gehörten laut Lehrplan zur Ausbildung über Weben hinaus auch andere Textiltechniken, darunter Applizieren, Häkeln, Knüpfen, Makramee, Nähen und Sticken. Die Werkstatt fertigte unter anderem Decken, Kissen, Kleiderstoffe, Möbelbezugsstoffe, Wandbespannungen und Teppiche. Zum Einsatz kamen die Produkte unter anderem im Haus Sommerfeld in Berlin, im Gropius-Zimmer sowie im Musterhaus Am Horn in Weimar.
Die hergestellten Stücke bestanden zum Teil aus selbstgefertigten oder gefärbten Materialien. In der Werkstatt entstanden Arbeiten mit völlig neuen Mustern. Der bis dahin noch im Jugendstil übliche erzählende Bildteppich wurde abgelöst von flächig-konstruktiven Gestaltungen. Sie bestanden häufig aus den Grundformen Dreieck, Kreis und Quadrat sowie aus Farbkombinationen mit den Grundfarben Gelb, Rot und Blau. Ebenso gab es Streifenmuster in Schwarz-Weiß-Abstufungen. Bei der Muster- und Farbgestaltung waren die Einflüsse von Johannes Itten, Wassily Kandinsky und Paul Klee erkennbar, die die Werkstattangehörigen in der Formenlehre unterrichteten.
Unter der Leitung von Georg Muche ab 1921 setzte die Weberei industrielle Webverfahren ein, um ihre Wirtschaftlichkeit zu erhöhen. Wie andere Werkstätten am Bauhaus erweiterte die Weberei den Ausbildungsbetrieb um einen Produktivbetrieb. Er führte Aufträge aus, die unter anderem durch Messe- und Ausstellungen herein kamen. Die Weberei arbeitete mit der Tischlerei des Bauhauses zusammen, für die Möbelbezüge geschaffen wurden.
Die Hinwendung zur industriellen Webtechnik führte zur Produktion der Bauhaus-Stoffe, die als Meterware verkauft wurden. In Dessau wurde unter dem Bauhaus-Direktor Hannes Meyer die Entwicklung von kostengünstig herstellbaren Stoffen intensiviert.

## Bekannte Schülerinnen
- Anni Albers
- Gertrud Arndt
- Otti Berger
- Lis Beyer-Volger
- Ruth Hollós-Consemüller
- Benita Koch-Otte
- Lena Meyer-Bergner
- Helene Nonné-Schmidt
- Margaretha Reichardt